# Regional Container Lines
Regional Container Lines Pcl. (RCL) ist eine thailändische Container-Linienreederei, die primär im asiatischen Raum operiert.

## Beschreibung
Die Wurzeln des Unternehmens gehen auf das Jahr 1979 zurück, in dem Sumate Tanthuwanit das erste Feederschiff betrieb. Am 25. Juni 1980 gründete die Ngow Hock Company unter Tanthuwanits Führung die Regional Container Lines in Bangkok, die 1981 ihr erstes Schiff, die Siri Bhum, übernahm. Seit dem 9. Dezember 1988 ist das Unternehmen an der Börse in Thailand gelistet und 1993 wurde es im Rahmen eines Börsengangs zur Public Limited Company (PLC) umgewandelt.
Neben dem Hauptsitz in Bangkok werden 76 Büros in Asien einschließlich dem Indischen Subkontinent und dem Mittleren Osten unterhalten. RCL bietet Container-Dienste an. Die Dienste des Unternehmens werden mit 44 Containerschiffen, davon 40 reedereieigene, im Größenbereich von 189 bis zu 5908 TEU durchgeführt.